# Stanley Waithaka Mburu
Stanley Waithaka Mburu (ur. 9 kwietnia 2000) – kenijski lekkoatleta specjalizujący się w biegach długodystansowych. 
Brązowy medalista mistrzostw świata do lat 18 w Nairobi (2017). Rok później zdobył w Tampere wicemistrzostwo świata juniorów na dystansie 5000 metrów.
W 2022 zdobył w Eugene srebro mistrzostw świata w biegu na 10 000 metrów.

## Osiągnięcia
| Rok  | Impreza                | Miejsce | Konkurencja           | Pozycja    | Wynik    |
| ---- | ---------------------- | ------- | --------------------- | ---------- | -------- |
| 2017 | Mistrzostwa świata U18 | Nairobi | bieg na 3000 metrów   | 3. miejsce | 7:50,64  |
| 2018 | Mistrzostwa świata U20 | Tampere | bieg na 5000 metrów   | 2. miejsce | 13:20,57 |
| 2022 | Mistrzostwa świata     | Eugene  | bieg na 10 000 metrów | 2. miejsce | 27:27,90 |

## Rekordy życiowe
- Bieg na 5000 metrów – 13:05,21 (2019)
- Bieg na 10 000 metrów – 27:07,37 (2024)